# الیویه ژیرول
الیویه ژیرول (فرانسوی: Olivier Girault‎؛ زادهٔ ۲۲ فوریه ۱۹۷۳) بازیکن هندبال اهل فرانسه است.
وی همچنین برندهٔ جوایزی همچون لژیون دونور (شوالیه) شده‌است.